# Ystävät
Ystävät (engl. Friends) war die Begleitgruppe des finnischen Schlagersängers Fredi beim Eurovisie Songfestival 1976 in Den Haag.

## Hintergrund
Mit dem Schlager pump-pump erreichte das Gespann Platz elf.
Die Mitglieder waren die Sänger Anneli Koivisto (Koivistolaiset), Titta Joikinen, Aimo Lehto und Irma Tapio sowie der Pianist und Sänger Antti Hyvärinen.